# أليكس غيريرو
أليكس غيريرو (بالإنجليزية: Alex Guerrero)‏ هو لاعب كرة قدم أمريكية أمريكي، ولد في 16 فبراير 1984 في بري في الولايات المتحدة.